# リュウキュウコザクラ
リュウキュウコザクラ Androsace umbellata は草地に生える小柄な草本。その形はサクラソウの仲間に似ているが花は小さくてあまり目立たない。サクラソウ科ではあるがサクラソウ属ではない。

## 特徴
小柄な草本で1年生、ないし2年生。葉は根出葉となっており、伸びる茎は花茎だけである。根出葉は小さく、葉身は卵円形で長さ5-12mm、先端は鈍くとがるか丸くなっており、基部側は左右真っ直ぐかややくぼみ、縁には浅い鋸歯がある。葉質は薄く、両面共に柔らかな毛がまばらに生える。葉柄は長いもので3cm程になる。根出葉は10-30個ほど出る。
全体に多細胞からなる開出する軟毛がある。
花茎は根出葉の出る中心から2-4本出て、長さは5-15cm。花序は散形花序で、花茎の中ほどのところに苞が輪生状につき、それぞれの腋から花軸が出てその先端に1つずつ花が付く。苞の形は卵形から披針形で先がとがり、1本の花茎から出る花は3-8個である。花茎の上の方には白くて短い毛がある。直接に花に続く花柄は糸状に細く、長さ2-4.5cm。萼は杯型で5片に深く裂け、星のような形に平らに開いてその径は5-6mm。裂片は倒卵状長楕円形で長さ3m、先端は鋭く突き出して鈍く尖り、少々毛があり突出した脈が3本出る。またこの大きさは花が終わった後にやや大きくなる。花冠は白で径4-5mm、裂片は長楕円形。形は高杯型で基部は筒状になっているがその部分は短くて萼の外に出ない。雄しべは5本、短くて糸状、蒴果は径4mm、上の部分だけが5つに裂ける。
別名にはコケサクラソウがある。

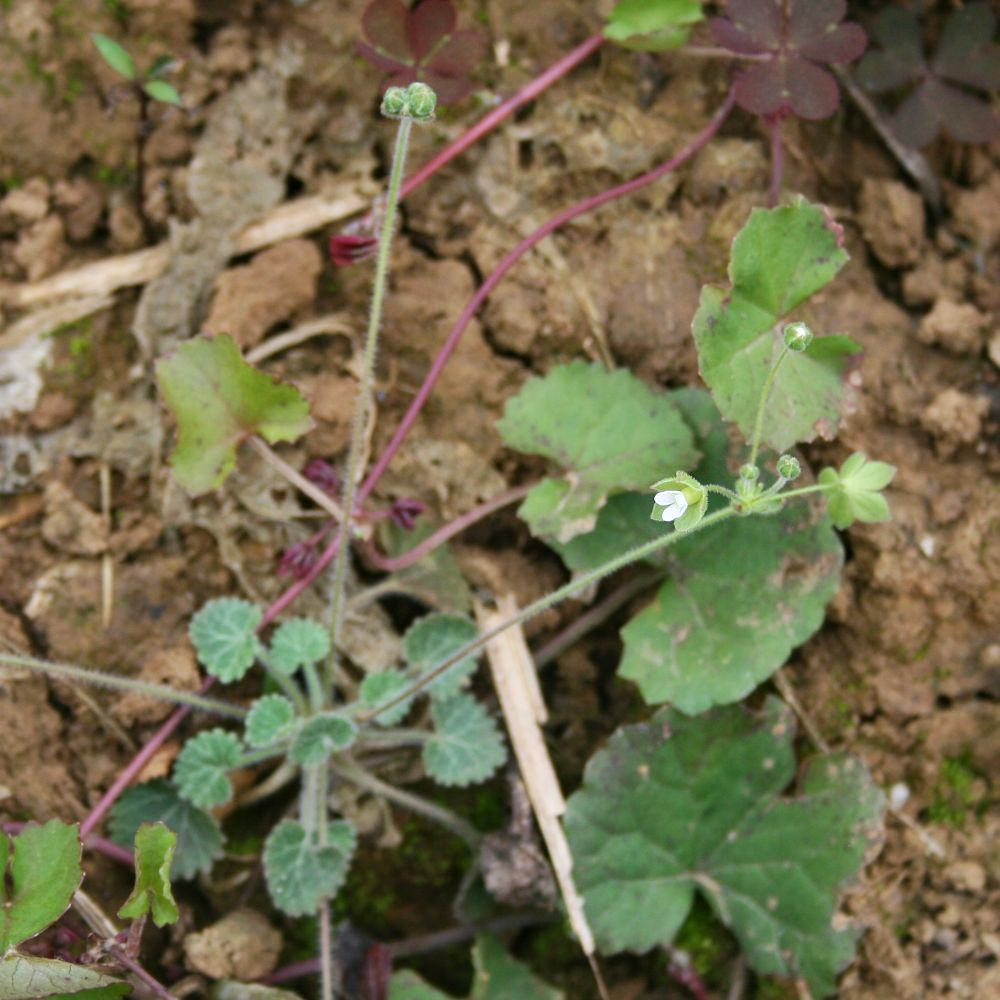
全体の形
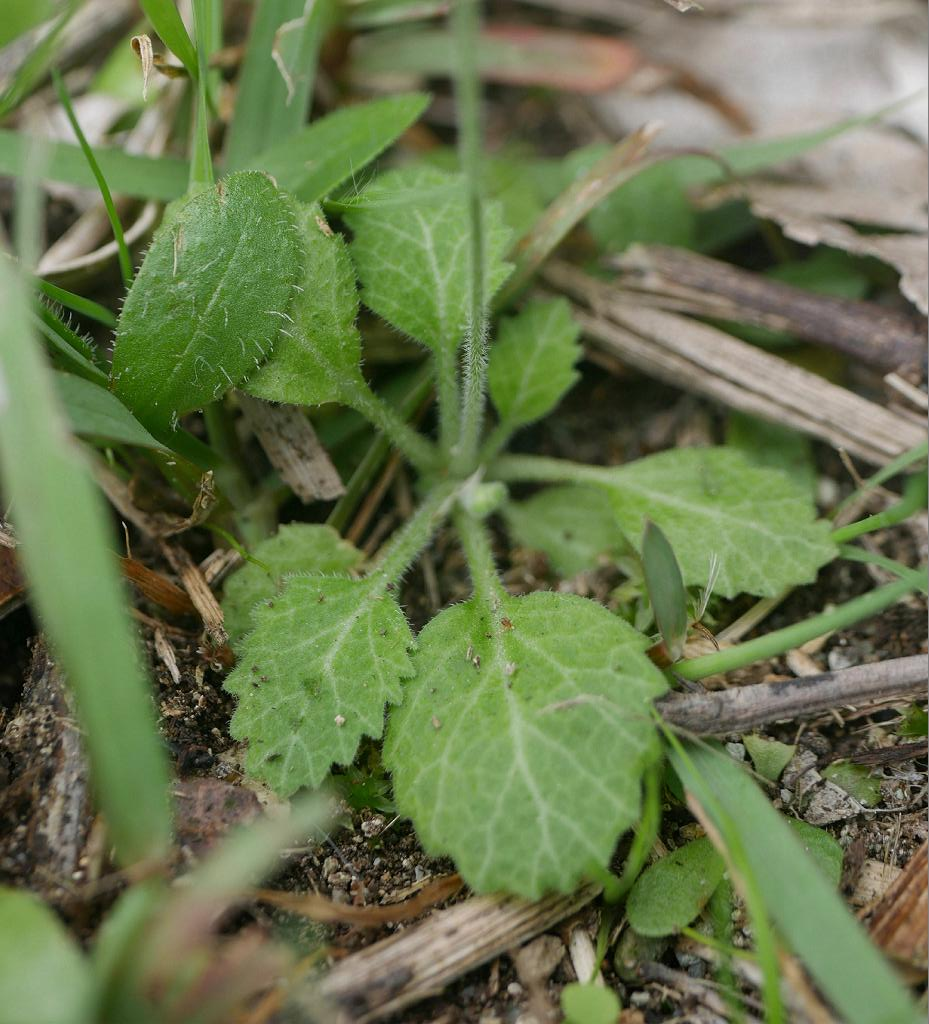
根出葉がロゼットを形成
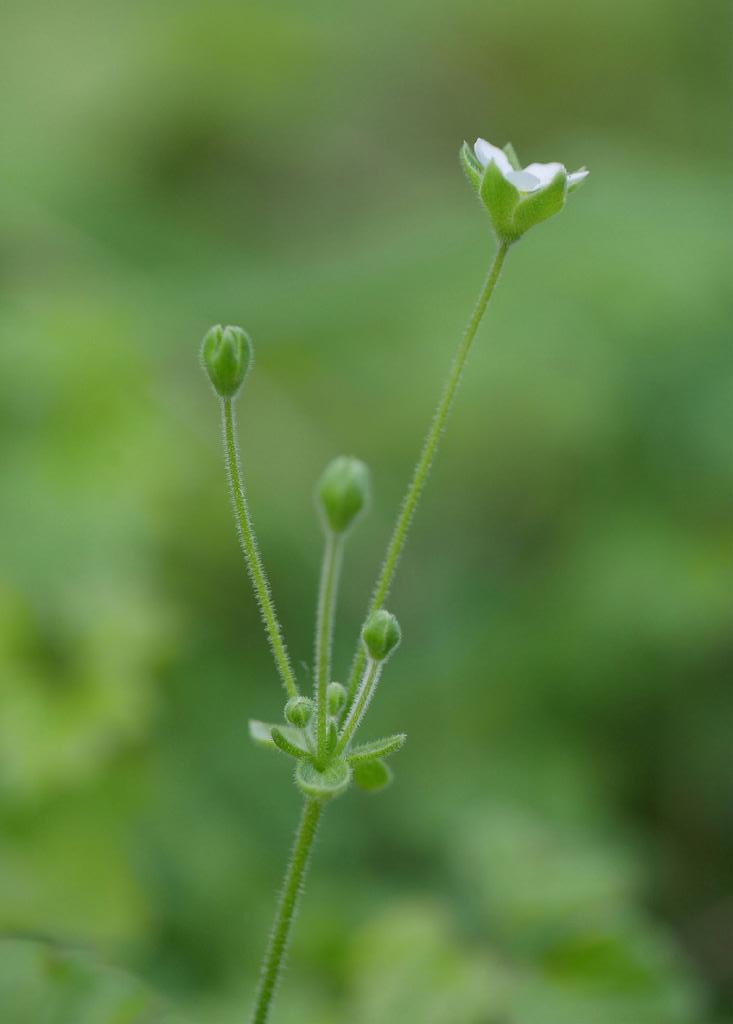
花茎の先端部 輪生する苞と花柄
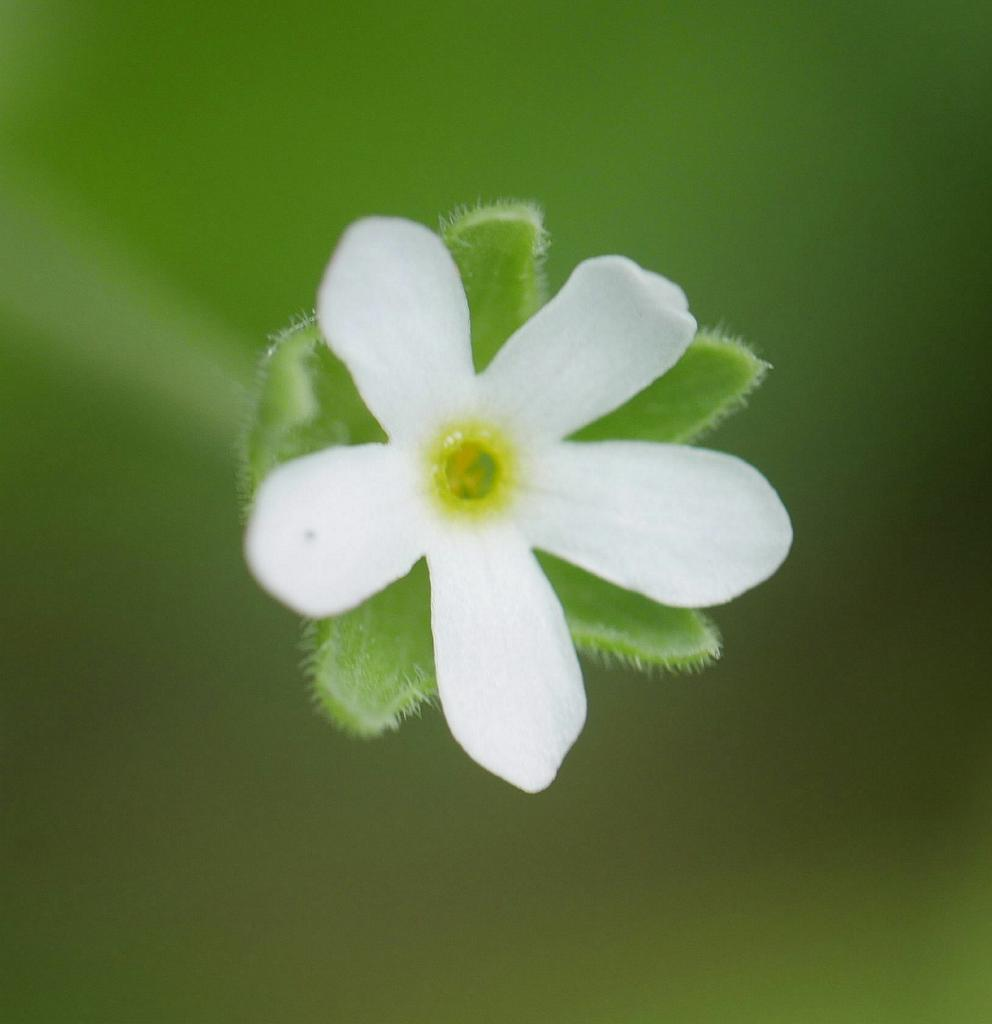
単独の花

## 分布と生育環境
日本では本州の中国地方から琉球列島まで分布し、国外では朝鮮半島、中国南部、台湾から東南アジアにかけて広く分布している。
海岸から山地までの原野に生える。乾燥した草地に生える。

## 分類など
最初、誤ってモウセンゴケ属の植物として記載された。その時の学名は Drosera umbellata Lour. 1790 である。
本種の属するトチナイソウ属には150種ほどが知られ、北半球の主に寒帯域に生えるもので、本種のように南に分布域を持つものは珍しい。同属の日本産のものとしてはトチナイソウ A. chamaejasme subsp. capitata があるが、これは多年生で茎が横に這い、また高山に生育するものである。他に近年侵入した外来種にサカコザクラ A. filiformis があり、これは本種に似ているが1つの花茎から20個もの花をつけ、また個々の花は径2--3mmとかなり小さいもので、ユーラシア大陸北部と北アメリカ大陸の原産で、今は北海道や本州でまれに発見される。

## 利害
利害として日本では特別なものはない。雑草として目立つものではないし、その姿は可愛らしいと言えなくもないが、何しろ小さくて目立たない。山野草として栽培する話も聞かない。
中国では全草を解毒、咽喉痛、頭痛等の薬として用いる。

## 保護の状況
環境省のレッドデータブックでは指定されていない。日本本土においては分布域の各県で指定がある。沖縄県では指定されていないのは、ごく普通種だからであろう。なお、徳島県と佐賀県では絶滅種とされている。